# Aristolochia chilensis
Aristolochia chilensis là một loài thực vật có hoa trong họ Aristolochiaceae. Loài này được Bridges ex Lindl. mô tả khoa học đầu tiên năm 1834.